# Cladonia peltastica
Cladonia peltastica (Nyl.) Müll. Arg. (1880), è una specie di lichene appartenente al genere Cladonia,  dell'ordine Lecanorales.
Il nome proprio deriva dall'aggettivo latino peltasticus, -a, -um, che significa relativo ai peltasti, soldati greci armati di πέλτη, cioè pèlte, scudi a forma di mezzaluna ricoperti di cuoio; per metonimia, in questo caso, indicano la forma a mezzaluna degli apoteci.

## Caratteristiche fisiche
Il fotobionte è principalmente un'alga verde delle Trentepohlia.
Questa specie fa parte di un ristretto gruppo di cladonie che manifestano una grande varietà di chemiotipi, ben 15 secondo il lichenologo Ahti, senza che siano evidenti variazioni morfologiche tali da poterla suddividere in specie diverse.
All'esame cromatografico sono state rilevate tracce di acido usnico, acido boninico e acido thamnolico.

## Habitat
Viene rinvenuta nelle foreste premontane su substrato arenaceo, ad altitudini collinari.

## Località di ritrovamento
La specie è stata rinvenuta nelle seguenti località:
- USA (Hawaii);
- Brasile (Umirisál, nello stato di Amazonas);
- Bolivia
- Guyana (Kaieteur Falls National Park, nella regione Potaro-Siparuni);
- Oceania
- Venezuela

## Tassonomia
Questa specie è di incerta attribuzione per quanto concerne la sezione di appartenenza: alcuni la ascrivono alla sezione Unciales, altri autori, per le sue caratteristiche chimiche simili a quelle di C. capitellata e C. perforata, la attribuiscono alla sezione Perviae.
A tutto il 2008 sono state identificate le seguenti forme, sottospecie e varietà:
- Cladonia peltastica f. peltastica (Nyl.) Müll. Arg. (1880).
- Cladonia peltastica f. pertricosa (Kremp.) Vain. (1887), (= Cladonia pertricosa).
- Cladonia peltastica var. normalis Vain.
- Cladonia peltastica var. peltastica (Nyl.) Müll. Arg. (1880).
- Cladonia peltastica var. verruculifera Vain.